# Canton de Toulouse-Nord
Le canton de Toulouse-Nord est un ancien canton français situé dans l'arrondissement de Toulouse et le département de la Haute-Garonne.

## Histoire
Le canton de Toulouse-Nord est créé au XIXe siècle. Il est supprimé par décret du 16 août 1973 et remplacé dans ses limites par les cantons de Toulouse-IV, V et XIV.

## Composition
Le canton de Toulouse-Nord possède une superficie de 38,34 km². 
Il est composé d'une fraction de la commune de Toulouse, située à l'intérieur d'un périmètre défini par l'axe des voies et limites suivantes : limites des communes de Fenouillet, Aucamville et Launaguet, route de Launaguet, avenue de Launauguet, avenue des Minimes, pont des Minimes, canal du Midi, pont de la Colombette, rue de la Colombette, rue des Trois-Journées, square du Président-Wilson, rue Lafayette, place du Capitole, rue Romiguières, rue Pargaminières, place Saint-Pierre, rive droite de la Garonne jusqu'à la limite de la commune de Fenouillet.
Il inclut également les communes d'Aucamville, Castelginest, Fenouillet, Fonbeauzard, Gagnac-sur-Garonne, Launaguet et Saint-Alban.

## Représentation

### Conseillers généraux
| Période | Période                   | Identité                      | Étiquette           | Qualité |
| ------- | ------------------------- | ----------------------------- | ------------------- | --- |
| 1833    | 1843 (démission)          | Jean-Dominique Romiguières    |                     | Avocat, bâtonnier, procureur général à Toulouse Conseiller à la Cour de cassation Pair de France, ancien député de la Haute-Garonne (1815) |
| 1843    | 1848                      | Armand de Perpessac           | Majorité dynastique | Propriétaire, avocat, juge suppléant Maire de Toulouse (1839-1841) Député de la Haute-Garonne (1852-1863)                                  |
| 1848    | 1852                      | Pierre-Jean Roquelaine        | Républicain         | Propriétaire Maire de Toulouse (1848-1849)                                                                                                 |
| 1852    | 1864                      | François Massabiau            |                     | Docteur en médecine Député de la Haute-Garonne (1852-1863)                                                                                 |
| 1864    | 1864 (décès)              | Antoine Alamir Ramel          |                     | Propriétaire, maître de poste Président de la Chambre de commerce de Toulouse Conseiller municipal                                         |
| 1864    | 1871                      | Paul d'Ayguesvives de Malaret |                     | Ministre plénipotentiaire à Florence |
| 1871    | 1876 (démission)          | Armand Duportal               | Républicain Radical | Journaliste, ancien préfet Député de la Haute-Garonne (1876-1887)                                                                          |
| 1876    | 1887 (décès)              | Léonce Castelbou              | Républicain         | Avocat Maire de Toulouse (1871 ; 1881) |
| 1887    | 1895                      | Alexandre Canton              | Républicain         | Négociant et industriel Adjoint au maire de Toulouse                                                                                       |
| 1895    | 1901                      | Henri Duportal                | Rad.                | Ingénieur des Ponts-et-Chaussées |
| 1901    | 1911 (décès)              | François Tranier              | Rad.                | Docteur en médecine Adjoint au maire de Toulouse                                                                                           |
| 1911    | 1925                      | Paul Feuga                    | Rad.                | Maire de Toulouse (1919-1925) Sénateur de la Haute-Garonne (1924-1933)                                                                     |
| 1925    | 1941 (démission d'office) | Émile Berlia                  | SFIO                | Adjoint au maire de Toulouse Député de la Haute-Garonne (1936-1940)                                                                        |
|         |                           |                               |                     | |
| 1943    | 1945                      | Augustin Ducap                |                     | Avoué au tribunal civil Maire de Pin-Balma                                                                                                 |
|         |                           |                               |                     | |
| 1945    | 1951                      | Henri Dupont                  | PCF                 | Ouvrier métallurgiste à Toulouse |
| 1951    | 1958                      | Henri Galaman                 | Rad.                | Ingénieur Conseiller municipal de Toulouse                                                                                                 |
| 1958    | 1964                      | Marcel Bouvier                | RGR, puis Rad.      | Dentiste Maire de Castelginest Ancien adjoint au maire de Toulouse                                                                         |
| 1964    | 1973                      | Émile Amouroux                | SFIO, puis PS       | Adjoint au maire de Toulouse Député suppléant d'André Rey (1967-1968) Député suppléant d'Alain Savary (1973-1978)                          |

### Conseillers d'arrondissement
| Période                                  | Période | Identité                   | Étiquette           | Qualité |
| ---------------------------------------- | ------- | -------------------------- | ------------------- | --- |
| 1833                                     | 1845    | Antoine Arnoux (1791-1855) |                     | Manufacturier à Toulouse |
| 1845                                     | 1848    | Armand de Laburthe         | Conservateur        | Juge au Tribunal de première instance de Toulouse                                                                               |
| 1848                                     |         | M. Soulès                  | Parti de l'ordre    | |
|                                          |         |                            |                     | |
| 1874                                     | 1886    | M. Cuvellier               | Républicain         | Propriétaire, conseiller municipal de Toulouse                                                                                  |
| 1886                                     |         | M. Marty Ainé              | Républicain radical | |
|                                          |         |                            |                     | |
| 1895                                     |         | M. Bacquié                 |                     | Propriétaire à Toulouse |
|                                          |         |                            |                     | |
| 1904                                     | 1910    | M. Sibadié                 |                     | Maire de Fenouillet |
| 1910                                     | 1919    | Paul Vigneau (1861-1942)   | SFIO                | Négociant en vins Conseiller municipal (1896-1900, 1905-1908, 1912-1919 et 1925-1940), adjoint au maire de Toulouse (1912-1919) |
| 1919                                     | 1922    | M. Duffaut                 | Radical             | Médecin à Saint-Alban |
| 1922                                     | 1934    | Paul Vigneau               | SFIO                | Négociant en vins Conseiller municipal (1896-1900, 1905-1908, 1912-1919 et 1925-1940), adjoint au maire de Toulouse (1912-1919) |
| 1934                                     | 1940    | A. J. Richard              | SFIO                | Chef d'atelier à la manufacture des Tabacs                                                                                      |
| 1940                                     |         |                            |                     | Les conseils d'arrondissement ont été suspendus par la loi du 12 octobre 1940 et n'ont jamais été réactivés                     |
| Les données manquantes sont à compléter. |         |                            |                     | |